# Степанова, Надежда Васильевна
Надежда Васильевна Степанова — передовик сельхозпроизводства, свинарка совхоза «Красные Горки» Дедовичского района Псковской области. Герой Социалистического Труда (1966).

## Биография
Надежда Васильевна родилась 30 сентября 1916 года в деревне Желонь Овручского уезда, Волынской губернии (ныне — Овручский район Житомирской области Украины). В начале 30-х годов XX века во время голодомора вместе с семьёй переехала на Псковщину — на станции Сущёво Бежаницкого района устроилась прислугой у богатой семьи. С началом коллективизации вступила в колхоз «Чернево» Ашевского района. В 1933 году Надежда Васильевна вышла замуж, у пары родилось пятеро детей (три дочери и два сына).
В 1944 году во время фашистской оккупации погиб муж Надежды Васильевны, и вдова с шестью детьми на руках (шестым стал племянник, у которого умерли родители) вынуждена была уехать на работу в Латвию. По окончании Великой Отечественной войны женщина вернулась в Дедовичский район в совхоз «Красные Горки». Одна из восстановленных построек была приспособлена под свинарник; именно здесь начался долгий путь в животноводческой профессии Надежды Васильевной.
За годы работы в достигла высокого профессионального мастерства в сфере свиноводства. Так, в 1964 году от 20 разовых свиноматок на получила 189 поросят, из которых смогла сохранить и вырастить 96 %. В 1965 году от 84 разовых свиноматок получила 770 поросят, сохранив 98,2 %, и сдала при отъёме каждую голову средним живым весом 16 килограммов.
Указом Президиума Верховного Совета СССР от 22 марта 1966 года «за достигнутые успехи в развитии животноводства, увеличении производства и заготовок мяса и другой продукции» Степановой Надежде Васильевне было присвоено звание Героя Социалистического Труда со вручением ордена Ленина и золотой медали «Серп и Молот».
Надежда Васильевна выполняла также педагогическую и общественную работу. В течение несколько лет в своём районе она возглавляла школу передового опыта, передавая знания и навыки молодым свинаркам. Избиралась делегатом XXV съезда КПСС.